# Ivan Jelinović
Don Ivan Jelinović (Gruda, Konavle, 6. travnja 1919. – Korčula, 19. studenoga 1944.?), hrvatski katolički svećenik, žrtva partizanskog zločina

## Životopis
Rodio se u konavoskoj Grudi od oca Ante i majke Jele, rođene Mostahinić. 28. veljače 1943. godine zaredio se u Dubrovniku za svećenika. Prvu svećeničku službu koju je dobio jest mjesto župnika. Bila mu je to ujedno i posljednja svećenička služba. Bio je župnik u rodnoj župi. Službovao je do listopada 1944. godine. Tad su ga uhitili partizani te ga s Konavljanima Antunom Kordom, Cvijetom Bratošem, Nikom Glavićem, Antunom Palijem, Ivom Alamatom, Nikom Cvjetkovićem i Nikom Obradovićem otpravili nekamo na Korčulu. Odvedeni su na isti dan u studenome 1944. nakon tzv. oslobođenja.
Iz dostupnih svjedočanstava čini se da su ga ubili batinanjem sve dok nije umro. Pretpostavlja se da je nadnevak ubojstva nadnevak s presude "osuđen na strijeljanje" 19. studenoga 1944. godine. Smrt strijeljanjem i konfiskacija imovine presuđena je uz obrazloženje da su bili aktivni ustaše, no nisu bili nikakve ustaše, ni pripadnici bilo koje vojske, nego su bili obični nedužni civili, među njima je bilo istaknutih i imućnih Konavljana kojima je poslije sve konfiscirano i nacionalizirano, koji su u to vrijeme prokazani, odnosno lažno optuženi od onih kojima su iz nekog razloga smetali, odvedeni su i likvidirani. Nitko od članova obitelji nikad nije pronašao posmrtne ostatke svojih najmilijih.
Članovi obitelji pobijenih Konavljana koje su partizani pobili te 1944., studenoga 2014. su na 70. obljetnicu od pogubljenja Mjesnom odboru Gruda predali inicijativu s potpisima o postavljanju spomen-ploče na mjesnom groblju. Na ploči su uz skupinu iz 1944. pridodali ime jednog Gruđanina kojega su partizani ubili na cesti 1945. godine. U tom dopisu pozvali su se na činjenicu da je Rezolucija Parlamentarne skupštine Vijeća Europe, koju je usvojio i Hrvatski sabor, osudila zločine svih totalitarnih sustava te da su upravo usvajanjem te rezolucije stečeni uvjeti za obilježavanje obljetnica svih zločina totalitarnih režima.
Na 75. obljetnicu ubojstva don Ivanu i Konavljanima župljani Grude postavili su spomen-ploču. Jelinovićeva bista postavljena je ispred župne crkve povodom 100. godine rođenja i 75. godine svećenikove mučeničke smrti. Djelo je hrvatskoga akademskog kipara Tomislava Kršnjavog. Ploča s imenima s imenima ostale sedmorice Konavljana stradalih zajedno s njime postavljena je zvonik mrtvačkog zvona. Ploča je dar obitelji Miha Klaića, a troškove cijelog ovog projekta podijelili su napola Općina Konavle i župa Presvetog Trojstva.